# Vatan
Vatan is een gemeente in het Franse departement Indre (regio Centre-Val de Loire). De plaats maakt deel uit van het arrondissement Issoudun en van het gemeentelijk samenwerkingsverband Communauté de Communes Champagne Boischauts (CCCB). Vatan ligt langs de autosnelweg A20. Vatan telde op 1 januari 2022 1.959 inwoners, Vatanais(es) genoemd.

## Geschiedenis en erfgoed
Vatan lag op de belangrijke weg tussen Parijs en Toulouse en ontwikkelde zich als een marktplaats. De vermaarde markten van Vatan werden gehouden op de Place du Faubourg Hault (de huidige Place de la République). Vatan bezat een stadsmuur met daarin twee hoofdpoorten, de Porte Haute in het zuiden en de Porte Basse in het noorden. De Saint-Laurienkerk was een kapittelkerk. De stad bezat ook een hospitaal, het Hôtel-Dieu en daaraan verbonden een kapel gewijd aan de heilige Anna.
Van het kasteel van Vatan rest enkel de woning van de tuinier uit de 17e eeuw. Het Hôtel-Dieu werd afgebroken in de 19e eeuw en in de plaats kwam het gemeentehuis (1893). Het torentje van het gemeentehuis met 17e-eeuwse klok is afkomstig van het voormalige stadhuis. De Halle au Blé (houten graanhal) dateert uit 1749 maar gaat terug op een oudere middeleeuwse markthal.
De oudste delen van de Saint-Laurienkerk zijn het portaal (15e eeuw) en de apsis (16e eeuw). De kerk werd sterk verbouwd in de 19e eeuw in een mengeling van neoromaanse en neogotische stijl. In 1879 stortte de toren in en deze werd nadien weer opgebouwd.

## Geografie
De oppervlakte van Vatan bedroeg op 1 januari 2022 29,8 vierkante kilometer; de bevolkingsdichtheid was toen 65,7 inwoners per km². Vatan ligt halfweg tussen Vierzon en Châteauroux.

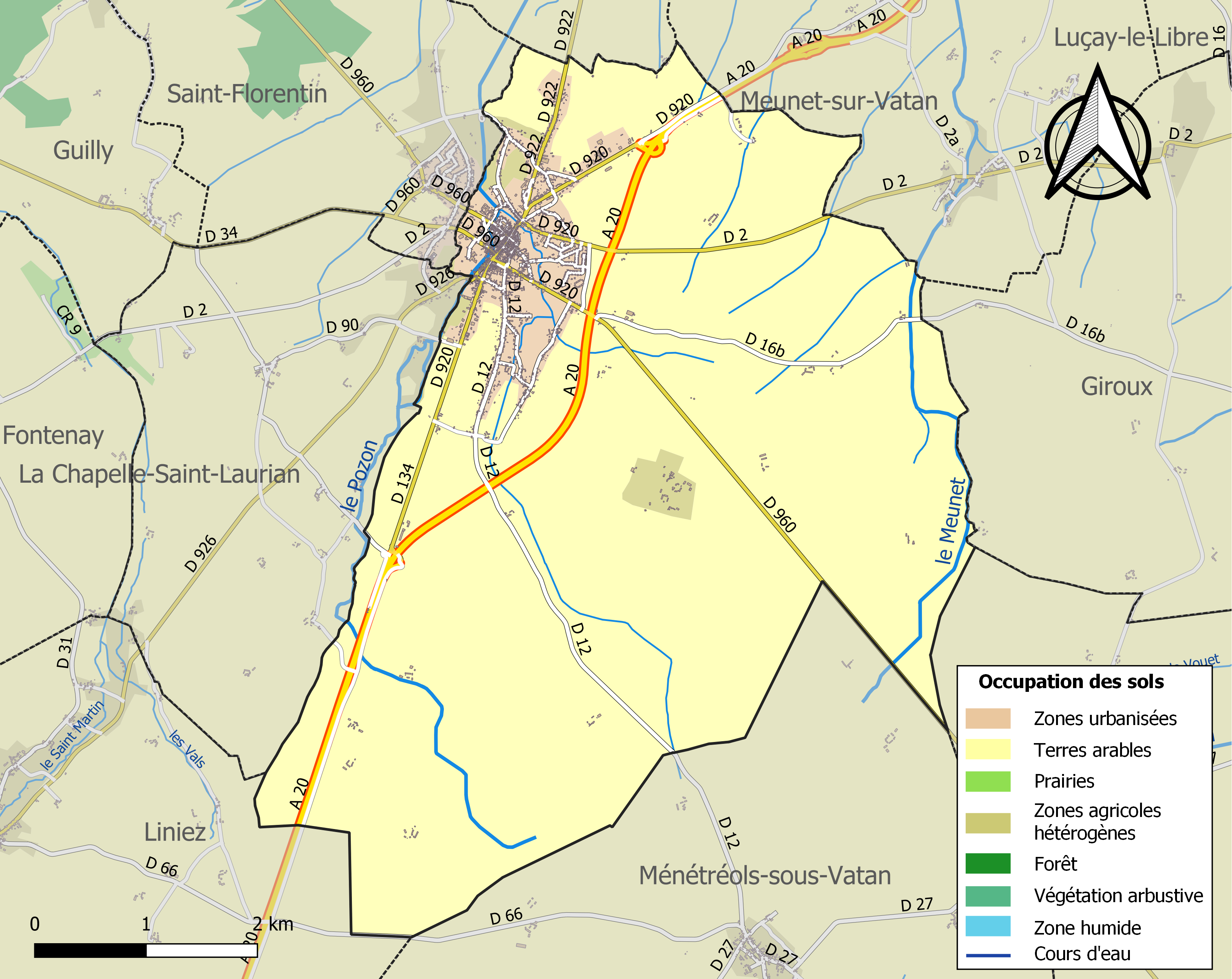
Kaart van de gemeente met belangrijkste infrastructuur, bodemgebruik en omliggende gemeenten

## Demografie
Onderstaande figuur toont het verloop van het inwonertal (bron: INSEE-tellingen).

## Geboren in Vatan
De heilige Sulpitius de Vrome, aartsbisschop, is volgens de overlevering in 570 in Vatan geboren. In de Saint-Laurienkerk wordt een achttiende-eeuwse, houten reliekhouder in de vorm van een arm bewaard, die een reliek van de heilige zou bevatten.

## Vatan in foto's

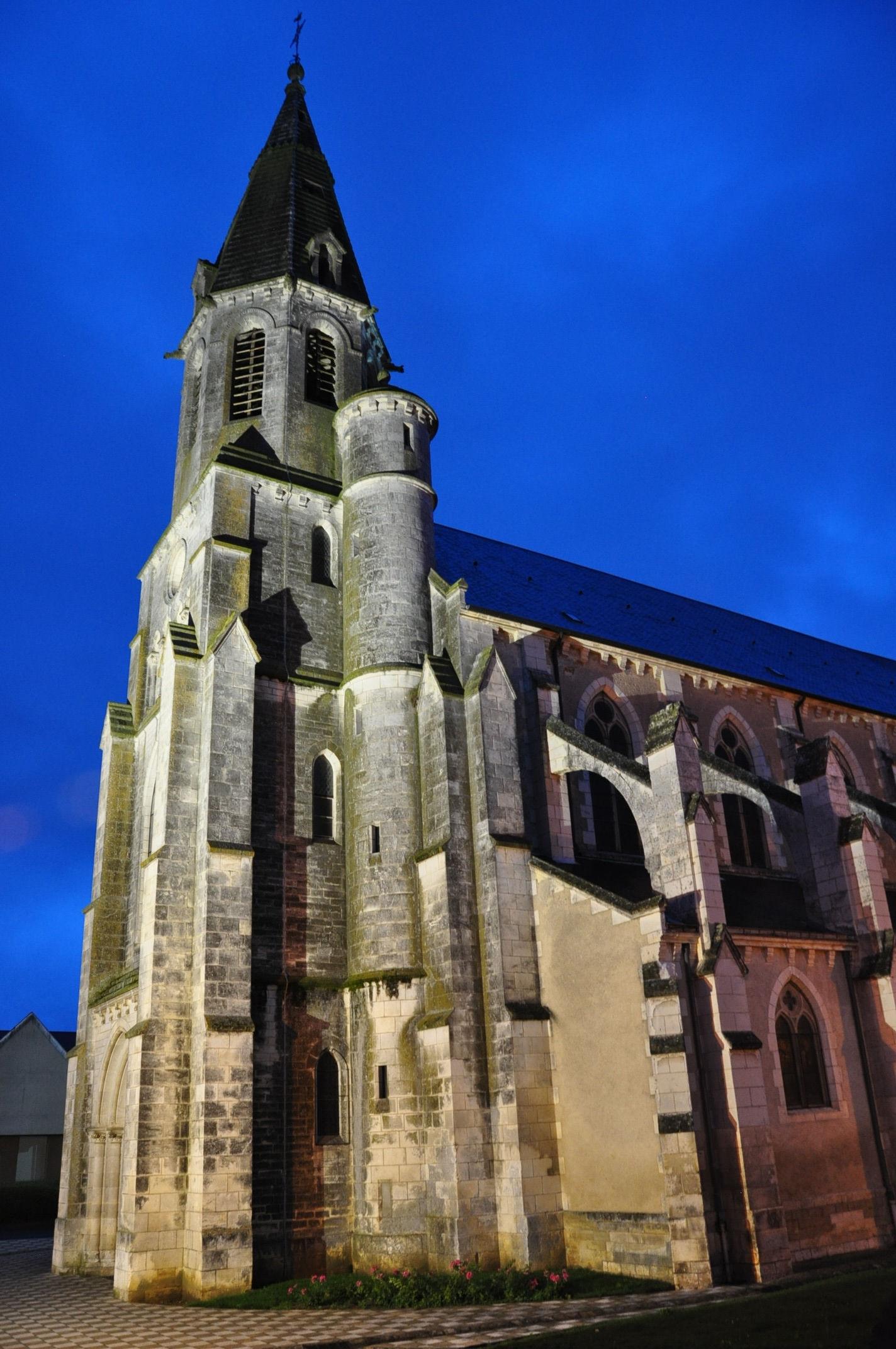
De Saint Laurien-kerk
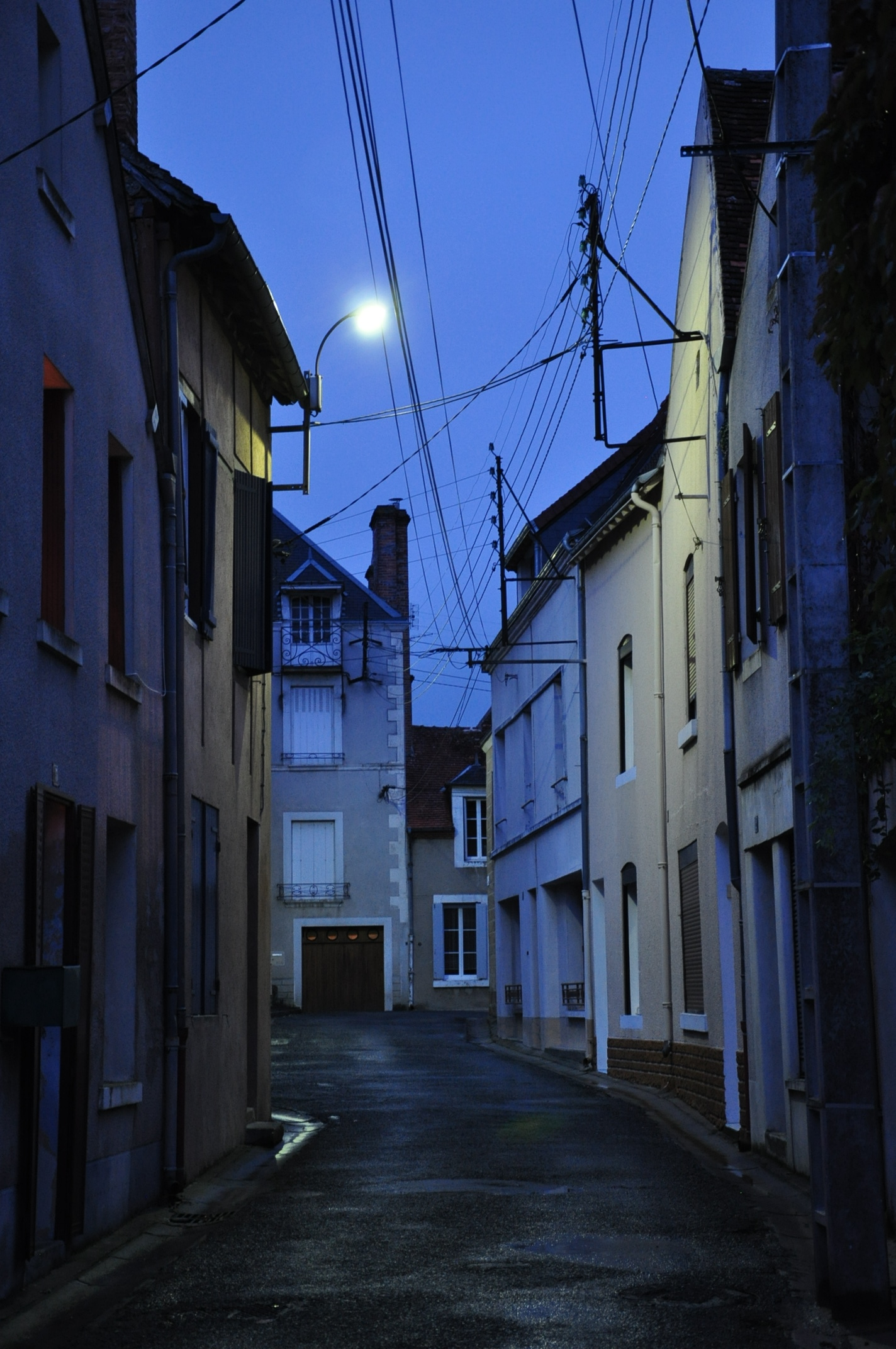
Rue Saint Sulpice
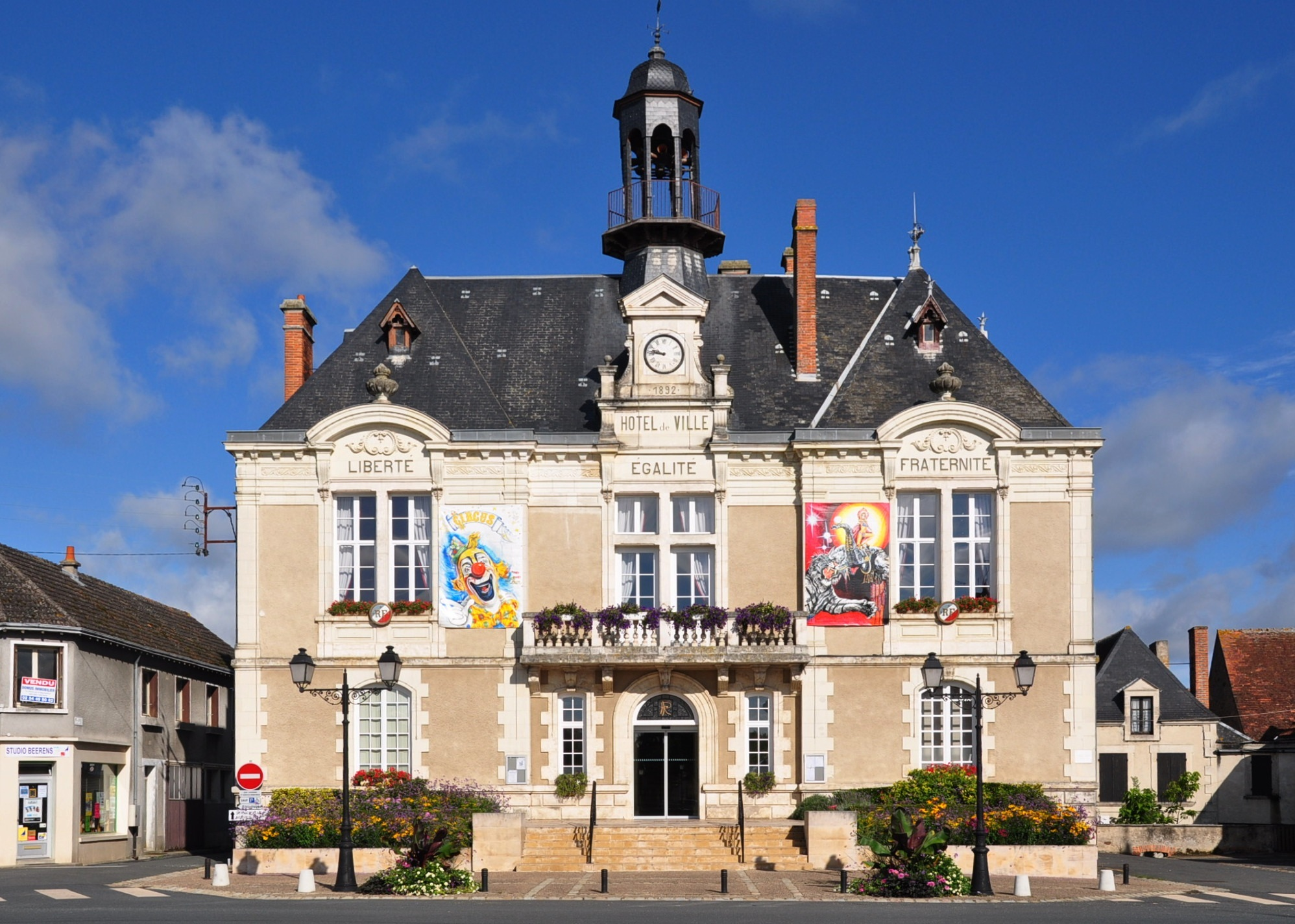
Gemeentehuis
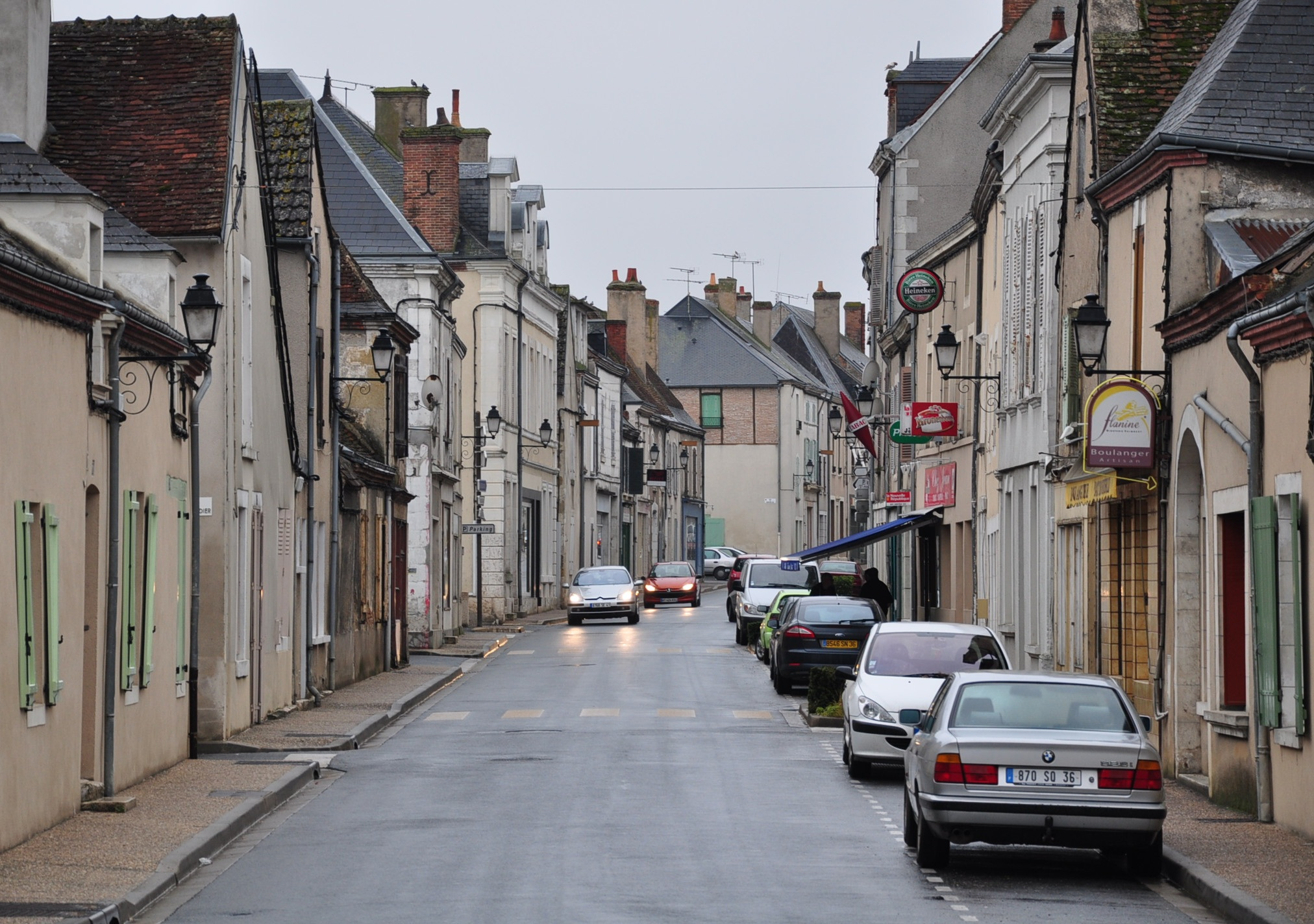
Hoofdstraat (Rue Grande)
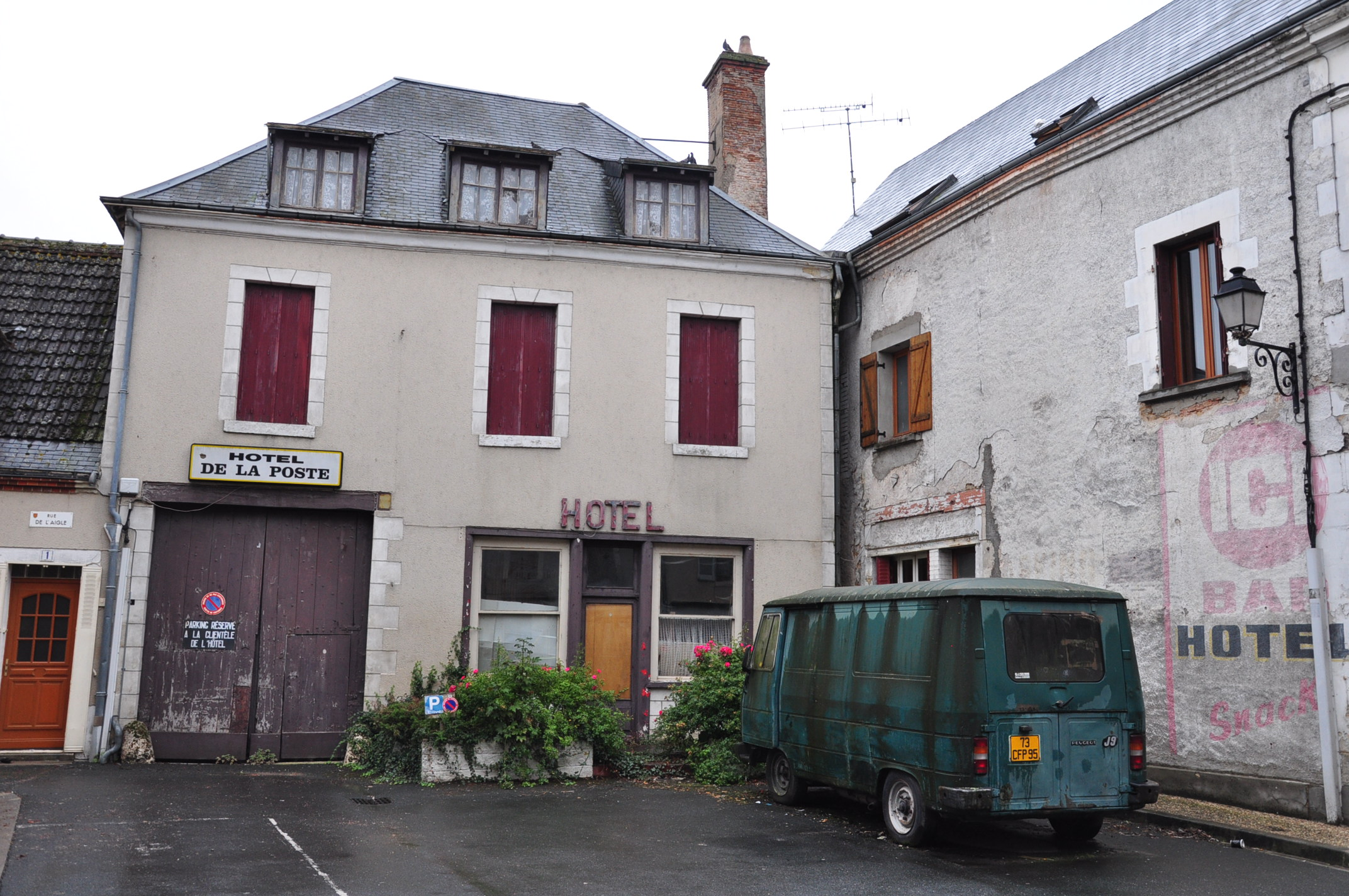
Hotel de la Poste